# Boris Gelfand
Boris Gelfand (hebraisk: בוריס אברמוביץ' גלפנד ; hviderussisk: Барыс Абрамавіч Гельфанд tr. Barys Abramavitj Helfand; russisk: Борис Абрамович Гельфанд tr. Boris Abramovitj Gelfand) (født 24. juni 1968) er en af verdens bedste skakspillere. Han er født i Minsk, Hviderussiske SSR, Sovjetunionen, men bor nu i Israel. FIDEs ratingliste for juli 2007 viser en Elo-rating på 2733, som er 13.-plads på listen.
I 1988 delte han sejren i europamesterskabet for juniorer og blev nr. 2 ved verdensmesterskabet for juniorer. Året efter fik han stormestertitlen. 